# Phaon
Phaon fue un liberto imperial y confidente del emperador romano Nerón. Junto con Epafrodito, Neophytus y Esporo, alojó a Nerón en su propia villa en las afueras de Roma, donde el emperador se suicidaría posteriormente.
Se encontró un sello en un ánfora con la inscription "Phaontis | Aug(usti) l(iberti) a rat(ionibus)", lo que podría significar que fuera el rationibus (secretario imperial) de Nerón.
No está claro si era un liberto de Nerón o de Domitia Lépida Minor, cuyas propiedades y derechos patronales fueron transferidos a Nerón después de su ejecución en 54. Un "L. Domitius Phaion" figura mencionado en una inscription.

## Ficción
Phaon aparece en la película Quo Vadis (1951) como arquitecto de Nerón, interpretado por D. A. Clarke-Smith.